# 37-ма паралель північної широти
37-ма паралель північної широти — лінія широти, що лежить на 37 градусів північніше земної екваторіальної площини. Вона проходить через Європу, Середземне море, Північну Африку, Азію, Тихий океан, Північну Америку та Атлантичний океан. В античному Середземномор'ї її роль у навігації та географії була аналогічна тій. що нині виконує екватор.

В США через 37-му паралель північної широти проходять кордони між кількома штатами

В США паралель визначає південні кордони штатів Юта, Колорадо та Канзас і північні кордони штатів Аризона, Нью-Мексико та Оклахома, проходячи через точку на перетині чотирьох штатів. Кордони між штатами були встановлені законом Канзас-Небраска 1854 року, за яким Конгрес розділив Неорганізовану територію на Канзас і Небраску, що лежали на північ від 37-ої паралелі та на решту Індіанської території, що лежала південніше паралелі. До цього вважалося, що ця лінія є межею між резерваціями черокі та оседжі – розбіжність у 2,46 милі (3,96 км) призвела до створення Смуги Черокі. Конгрес подовжив лінію на захід до території Нью-Мексико, таким чином визначивши, які штати та території, що лежали між річками Колорадо та Міссісіпі, увійдуть до Півдня США, і створивши те, що пізніше стало Оклахомським виступом. Також в історії США через 37-му паралель північної широти проходив південний кордон території Джефферсон.
На цій широті під час літнього сонцестояння сонце видно 14 годин 42 хвилини, а під час зимового сонцестояння — 9 годин 37 хвилини.
37-ма паралель північної широти є приблизною північною межею видимості Канопуса, другої за яскравістю зірки нічного неба. Разом із 37-ою паралеллю південної широти це широта, на якій сонячне випромінювання найближче до середнього по планеті: ближче до екватора воно збільшується, а ближче до полюса — зменшується.

## Список географічних об'єктів, що перетинає 37° пн. ш.
Починаючи з Гринвіцького меридіану та рухаючись на схід, 37-ма паралель північної широти проходить через:
| Координати                                                   | Країна, територія або море | Примітки |
| ------------------------------------------------------------ | -------------------------- | --- |
| 37°0′ пн. ш. 0°0′ сх. д. / 37.000° пн. ш. 0.000° сх. д.      | Середземне море            | |
| 37°0′ пн. ш. 6°15′ сх. д. / 37.000° пн. ш. 6.250° сх. д.     | Алжир                      | |
| 37°0′ пн. ш. 6°34′ сх. д. / 37.000° пн. ш. 6.567° сх. д.     | Середземне море            | |
| 37°0′ пн. ш. 7°15′ сх. д. / 37.000° пн. ш. 7.250° сх. д.     | Алжир                      | |
| 37°0′ пн. ш. 7°33′ сх. д. / 37.000° пн. ш. 7.550° сх. д.     | Середземне море            | |
| 37°0′ пн. ш. 8°52′ сх. д. / 37.000° пн. ш. 8.867° сх. д.     | Туніс                      | |
| 37°0′ пн. ш. 10°11′ сх. д. / 37.000° пн. ш. 10.183° сх. д.   | Середземне море            | Туніська затока |
| 37°0′ пн. ш. 10°53′ сх. д. / 37.000° пн. ш. 10.883° сх. д.   | Туніс                      | Проходить через півострів Бон |
| 37°0′ пн. ш. 11°4′ сх. д. / 37.000° пн. ш. 11.067° сх. д.    | Середземне море            | Сицилійська протока Проходить північніше острова Пантеллерія, Італія |
| 37°0′ пн. ш. 14°20′ сх. д. / 37.000° пн. ш. 14.333° сх. д.   | Італія                     | Проходить через острів Сицилія |
| 37°0′ пн. ш. 15°16′ сх. д. / 37.000° пн. ш. 15.267° сх. д.   | Іонічне море               | |
| 37°0′ пн. ш. 21°39′ сх. д. / 37.000° пн. ш. 21.650° сх. д.   | Греція                     | Проходить через півострів Пелопоннес |
| 37°0′ пн. ш. 21°57′ сх. д. / 37.000° пн. ш. 21.950° сх. д.   | Іонічне море               | Мессінська затока[en] |
| 37°0′ пн. ш. 22°09′ сх. д. / 37.000° пн. ш. 22.150° сх. д.   | Греція                     | Проходить через півострів Пелопоннес |
| 37°0′ пн. ш. 23°0′ сх. д. / 37.000° пн. ш. 23.000° сх. д.    | Егейське море              | Міртойське море |
| 37°0′ пн. ш. 24°40′ сх. д. / 37.000° пн. ш. 24.667° сх. д.   | Греція                     | Проходить через острів Сіфнос |
| 37°0′ пн. ш. 24°44′ сх. д. / 37.000° пн. ш. 24.733° сх. д.   | Егейське море              | |
| 37°0′ пн. ш. 25°1′ сх. д. / 37.000° пн. ш. 25.017° сх. д.    | Греція                     | Проходить через острови Антипарос та Парос |
| 37°0′ пн. ш. 25°13′ сх. д. / 37.000° пн. ш. 25.217° сх. д.   | Егейське море              | |
| 37°0′ пн. ш. 25°23′ сх. д. / 37.000° пн. ш. 25.383° сх. д.   | Греція                     | Проходить через острів Наксос |
| 37°0′ пн. ш. 25°34′ сх. д. / 37.000° пн. ш. 25.567° сх. д.   | Егейське море              | |
| 37°0′ пн. ш. 26°26′ сх. д. / 37.000° пн. ш. 26.433° сх. д.   | Греція                     | Проходить через острів Левіта[en] |
| 37°0′ пн. ш. 26°30′ сх. д. / 37.000° пн. ш. 26.500° сх. д.   | Егейське море              | |
| 37°0′ пн. ш. 26°55′ сх. д. / 37.000° пн. ш. 26.917° сх. д.   | Греція                     | Проходить через острів Калімнос |
| 37°0′ пн. ш. 27°3′ сх. д. / 37.000° пн. ш. 27.050° сх. д.    | Егейське море              | |
| 37°0′ пн. ш. 27°15′ сх. д. / 37.000° пн. ш. 27.250° сх. д.   | Туреччина                  | |
| 37°0′ пн. ш. 27°47′ сх. д. / 37.000° пн. ш. 27.783° сх. д.   | Егейське море              | |
| 37°0′ пн. ш. 28°13′ сх. д. / 37.000° пн. ш. 28.217° сх. д.   | Туреччина                  | |
| 37°0′ пн. ш. 40°25′ сх. д. / 37.000° пн. ш. 40.417° сх. д.   | Сирія                      | |
| 37°0′ пн. ш. 42°18′ сх. д. / 37.000° пн. ш. 42.300° сх. д.   | Ірак                       | |
| 37°0′ пн. ш. 44°16′ сх. д. / 37.000° пн. ш. 44.267° сх. д.   | Туреччина                  | Приблизно на 7 км |
| 37°0′ пн. ш. 44°20′ сх. д. / 37.000° пн. ш. 44.333° сх. д.   | Ірак                       | |
| 37°0′ пн. ш. 44°54′ сх. д. / 37.000° пн. ш. 44.900° сх. д.   | Іран                       | |
| 37°0′ пн. ш. 50°32′ сх. д. / 37.000° пн. ш. 50.533° сх. д.   | Каспійське море            | |
| 37°0′ пн. ш. 54°0′ сх. д. / 37.000° пн. ш. 54.000° сх. д.    | Іран                       | |
| 37°0′ пн. ш. 60°3′ сх. д. / 37.000° пн. ш. 60.050° сх. д.    | Туркменістан               | |
| 37°0′ пн. ш. 64°47′ сх. д. / 37.000° пн. ш. 64.783° сх. д.   | Афганістан                 | |
| 37°0′ пн. ш. 67°56′ сх. д. / 37.000° пн. ш. 67.933° сх. д.   | Таджикистан                | |
| 37°0′ пн. ш. 68°10′ сх. д. / 37.000° пн. ш. 68.167° сх. д.   | Афганістан                 | |
| 37°0′ пн. ш. 71°28′ сх. д. / 37.000° пн. ш. 71.467° сх. д.   | Таджикистан                | |
| 37°0′ пн. ш. 72°28′ сх. д. / 37.000° пн. ш. 72.467° сх. д.   | Афганістан                 | |
| 37°0′ пн. ш. 74°34′ сх. д. / 37.000° пн. ш. 74.567° сх. д.   | Пакистан                   | Гілгіт-Балтистан — претендує Індія |
| 37°0′ пн. ш. 74°50′ сх. д. / 37.000° пн. ш. 74.833° сх. д.   | КНР                        | Сіньцзян |
| 37°0′ пн. ш. 75°0′ сх. д. / 37.000° пн. ш. 75.000° сх. д.    | Пакистан                   | Гілгіт-Балтистан — приблизно на 14 км — претендує Індія |
| 37°0′ пн. ш. 75°9′ сх. д. / 37.000° пн. ш. 75.150° сх. д.    | КНР                        | Сіньцзян Цинхай Ганьсу Нінся Ганьсу Шеньсі Шаньсі Хебей Шаньдун |
| 37°0′ пн. ш. 122°32′ сх. д. / 37.000° пн. ш. 122.533° сх. д. | Жовте море                 | Асанська затока[en] |
| 37°0′ пн. ш. 126°20′ сх. д. / 37.000° пн. ш. 126.333° сх. д. | Південна Корея             | Проходить через Пхьонтек та Ансон Проходить північніше Чхунджу |
| 37°0′ пн. ш. 129°25′ сх. д. / 37.000° пн. ш. 129.417° сх. д. | Японське море              | |
| 37°0′ пн. ш. 136°46′ сх. д. / 37.000° пн. ш. 136.767° сх. д. | Японія                     | Проходить через острів Хонсю |
| 37°0′ пн. ш. 137°3′ сх. д. / 37.000° пн. ш. 137.050° сх. д.  | Японське море              | Затока Тояма[en] |
| 37°0′ пн. ш. 137°42′ сх. д. / 37.000° пн. ш. 137.700° сх. д. | Японія                     | Проходить через острів Хонсю |
| 37°0′ пн. ш. 140°59′ сх. д. / 37.000° пн. ш. 140.983° сх. д. | Тихий океан                | |
| 37°0′ пн. ш. 122°11′ зх. д. / 37.000° пн. ш. 122.183° зх. д. | США                        | Каліфорнія — проходить через Санта-Крус, Гілрой та Мадеру Невада Становить кордон між Ютою та Аризоною — проходить через Колорадо-Сіті Становить кордон між Колорадо та Нью-Мексико Становить кордон між Колорадо та Оклахомою Міссурі Іллінойс — проходить через Каїр (крайню південну точку штату) Кентуккі — проходить через Боулінг-Грін та південніше Педуки Вірджинія — проходить через Ньюпорт-Ньюс та Гемптон |
| 37°0′ пн. ш. 76°18′ зх. д. / 37.000° пн. ш. 76.300° зх. д.   | Атлантичний океан          | |
| 37°0′ пн. ш. 25°10′ зх. д. / 37.000° пн. ш. 25.167° зх. д.   | Португалія                 | Проходить через острів Санта-Марія, Азорські острови |
| 37°0′ пн. ш. 25°3′ зх. д. / 37.000° пн. ш. 25.050° зх. д.    | Атлантичний океан          | |
| 37°0′ пн. ш. 8°57′ зх. д. / 37.000° пн. ш. 8.950° зх. д.     | Португалія                 | Проходить через Священний мис |
| 37°0′ пн. ш. 8°56′ зх. д. / 37.000° пн. ш. 8.933° зх. д.     | Атлантичний океан          | |
| 37°0′ пн. ш. 7°59′ зх. д. / 37.000° пн. ш. 7.983° зх. д.     | Португалія                 | Проходить через мис Санта-Марія[en] |
| 37°0′ пн. ш. 7°50′ зх. д. / 37.000° пн. ш. 7.833° зх. д.     | Атлантичний океан          | Кадіська затока |
| 37°0′ пн. ш. 6°32′ зх. д. / 37.000° пн. ш. 6.533° зх. д.     | Іспанія                    | Проходить через Лас-Кабесас-де-Сан-Хуан та південніше Антекери |
| 37°0′ пн. ш. 1°53′ зх. д. / 37.000° пн. ш. 1.883° зх. д.     | Середземне море            | |